# A (sailing yacht)
Sailing Yacht A è uno yacht a vela varato nel 2015.  La nave è a motore assistito a vela progettato dalla Doelker + Voges (per gli esterni), da Philippe Starck (per gli interni) su un'idea originale di Jacques Garcia (per gli esterni) e costruito da Nobiskrug a Kiel, in Germania, per l'oligarca russo miliardario Andrej Melnichenko.
Lo yacht è stato sequestrato dalle autorità italiane il 12 marzo 2022 nel porto di Trieste a causa delle sanzioni dell'UE imposte ad alcuni uomini d'affari russi. Secondo quanto riferito, Melnichenko ha risposto che "non c'è alcuna giustificazione" per averlo inserito nell'elenco delle sanzioni dell'UE, e che "contesterà queste sanzioni infondate e ingiustificate e crede che lo stato di diritto e il buon senso prevarranno".

## Descrizione
La sua propulsione consiste in un propulsore ibrido a velocità variabile, con due eliche a passo variabile assistite da una vela a tre alberi. Gli alberi rotanti autoportanti in fibra di carbonio sono stati prodotti da Magma Structures a Trafalgar Wharf, Portsmouth.  Doyle Sailmakers USA ha prodotto le tre vele in fibra di carbonio / taffetà completamente automatizzate. I boma sono stati costruiti a Valencia da Future Fibers. Il sartiame di questo yacht è stato sviluppato parzialmente per essere implementato su navi da carico e per essere utilizzato per uso commerciale.  La nave dispone di una capsula di osservazione subacquea nella chiglia di vetro. È il più grande yacht a motore privato a vela assistita al mondo.
Lo yacht è stato consegnato da Nobiskrug il 3 Febbraio 2017 e ha lasciato Kiel il 5 Febbraio 2017. È stato completato al cantiere Navantia a Cartagena, Spagna.
- Cantiere: Kiel[3]
- Costruttore: Nobiskrug
- Architettura navale: Nobiskrug & Dykstra Naval Architects
- Design esterno: Philippe Stark
- Decorazione interna: Philippe Starck
- Propulsore diesel: due motori MTU 20V 4000 M73L 2.050 rpm 3.600
- Propulsore elettrico: quattro generatori 14.050–24.050 rpm 2.800 che guidano due motori dell'albero in linea Vacon 4.300.
- Trasmissione: cambio diesel-elettrico sovrapponibile / frizionato comandato da sistemi DEIF
- Propulsione:  albero in linea a passo variabile a 5 pale con doppia vite Andritz Hydro / Escher Wyss & Cie.[4]
- Trattamento delle emissioni: emigreen, 4 × filtro antiparticolato diesel (filtrazione fuliggine) su generatori diesel.

## Nome
Lo yacht è stato chiamato A affinché risultasse primo in tutti i registri.